# Bồn địa Nam Cực–Aitken
Bồn địa Nam Cực–Aitken (bồn địa SPA, /ˈeɪtkɪn/) là một hố va chạm khổng lồ ở mặt phía xa của Mặt Trăng. Với đường kính 2.500 km (1.600 mi) và độ sâu giữa 6,2 và 8,2 km (3,9–5,1 mi), nó là một trong những hố va chạm lớn nhất từng được biết đến trong hệ Mặt Trời. Nó là vùng trũng lớn nhất, cổ nhất, và sâu nhất từng được biết trên Mặt Trăng. Theo ước tính, nó đã hình thành từ 4.2 tới 4.3 tỉ năm trước, trong thời kỳ Tiền Nectarian. Nó được đặt tên theo hai đặc điểm nằm ở hai phía đối diện của bồn địa: hố va chạm Aitken về phía bắc và cực nam Mặt Trăng ở phía bên kia. Vành ngoài của bồn địa này có thể được nhìn thấy từ Trái Đất, trông giống một dãy núi nằm trên phần rìa phía nam của Mặt Trăng, đôi khi đựoc gọi không chính thức là "núi Leibnitz".
Ngày 3 tháng 1 năm 2019, Thường Nga 4, một tàu vũ trụ của Trung Quốc, đã tiếp cận lên bồn địa, cụ thể là trên một hố va chạm có tên là Von Kármán. Tháng 5 năm 2019, các nhà khoa học đã thông báo về một khối lượng lớn các vật liệu đã được xác định sâu bên trong hố.

## Khám phá

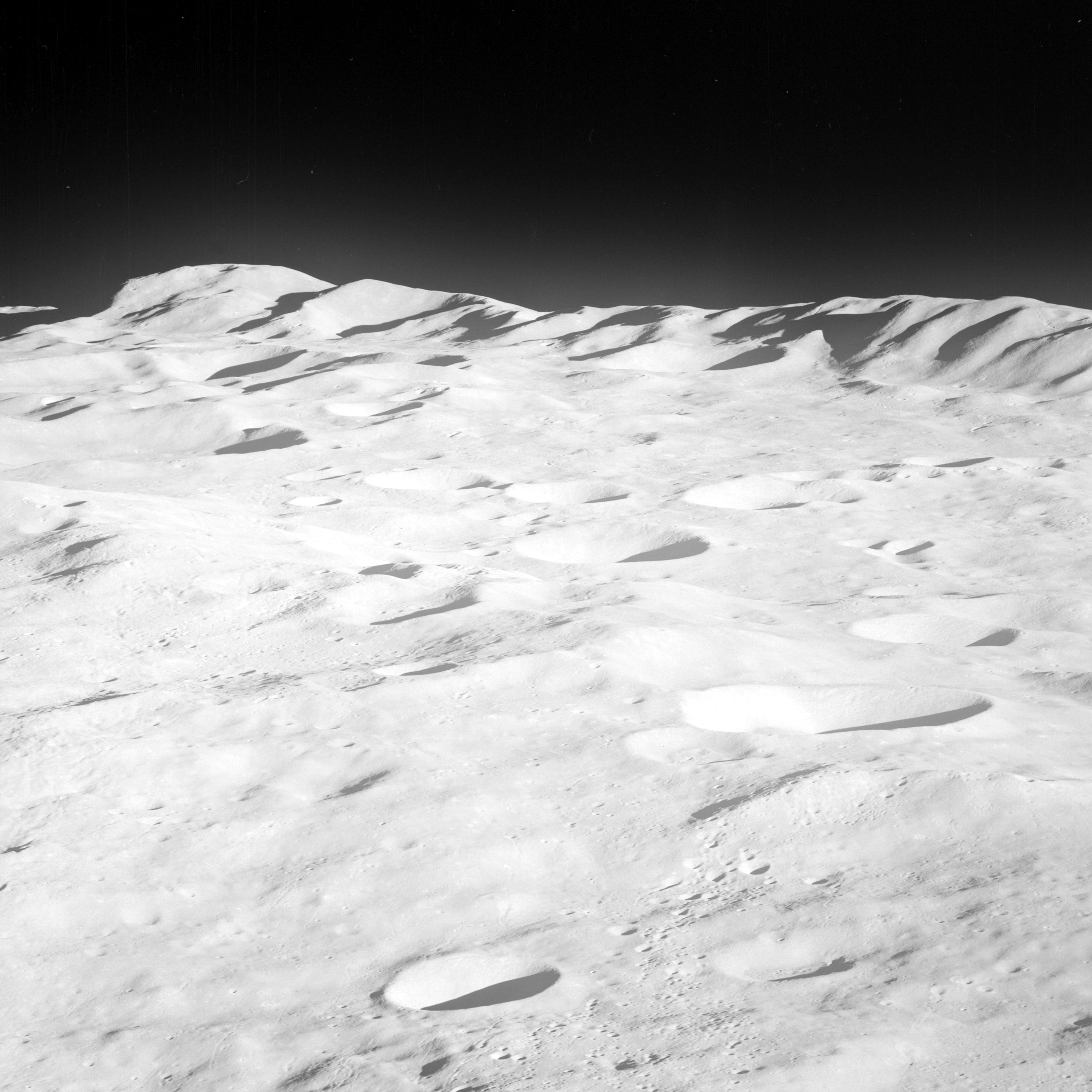
Bức ảnh từ nhiệm vụ Apollo 8 cho thấy các ngọn núi dọc theo rìa phía bắc của bồn địa

Sự tồn tại của một bồn địa lớn ở phía xa Mặt Trăng đã được giả thiết lần đầu vào năm 1962 dựa trên những bức ảnh bấy giờ của tàu thăm dò của Liên Xô (cụ thể là Luna 3 và Zond 3), nhưng chỉ đến khi có các bức ảnh trường rộng chụp bởi chương trình Lunar Orbiter của Hoa Kỳ năm 1966-7 các nhà địa chất mới công nhận kích thước thực sự của nó. Dữ liệu đo độ cao bằng laser thu được trong các nhiệm vụ Apollo 15 và 16 cho thấy rằng phần phía bắc của bồn địa này cực kỳ sâu, nhưng do những dữ liệu này chỉ có được trên đường đi mặt đất của mô đun chỉ huy và phục vụ Apollo trên quỹ đạo nên địa hình của phần còn lại của bồn địa vẫn chưa được biết. Bản đồ địa chất cho thấy nửa phía bắc của bồn địa và mô tả rìa của nó được xuất bản năm 1978 bởi Cục Khảo sát Địa chất Hoa Kỳ. Rất ít được biết đến về bồn địa cho tới những năm 1990, khi các tàu vũ trụ Galileo và Clementine tới Mặt Trăng. Những bức ảnh đa phổ thu được từ những nhiệm vụ này cho thấy bồn địa chứa nhiều FeO và TiO2 hơn những cao nguyên Mặt Trăng điển hình, và do đó xuất hiện sẫm hơn. Địa hình của bồn địa đã được lập bản đồ toàn diện lần đầu tiên, sử dụng dữ liệu đo độ cao và phân tích các cặp bức ảnh chụp nổi từ nhiệm vụ Clementine. Gần đây nhất, thành phần của bồn địa này đã được giới hạn hơn nữa bởi phân tích dữ liệu thu được từ một máy đo phổ tia gamma trên tàu của nhiệm vụ Lunar Prospector.

## Đặc điểm

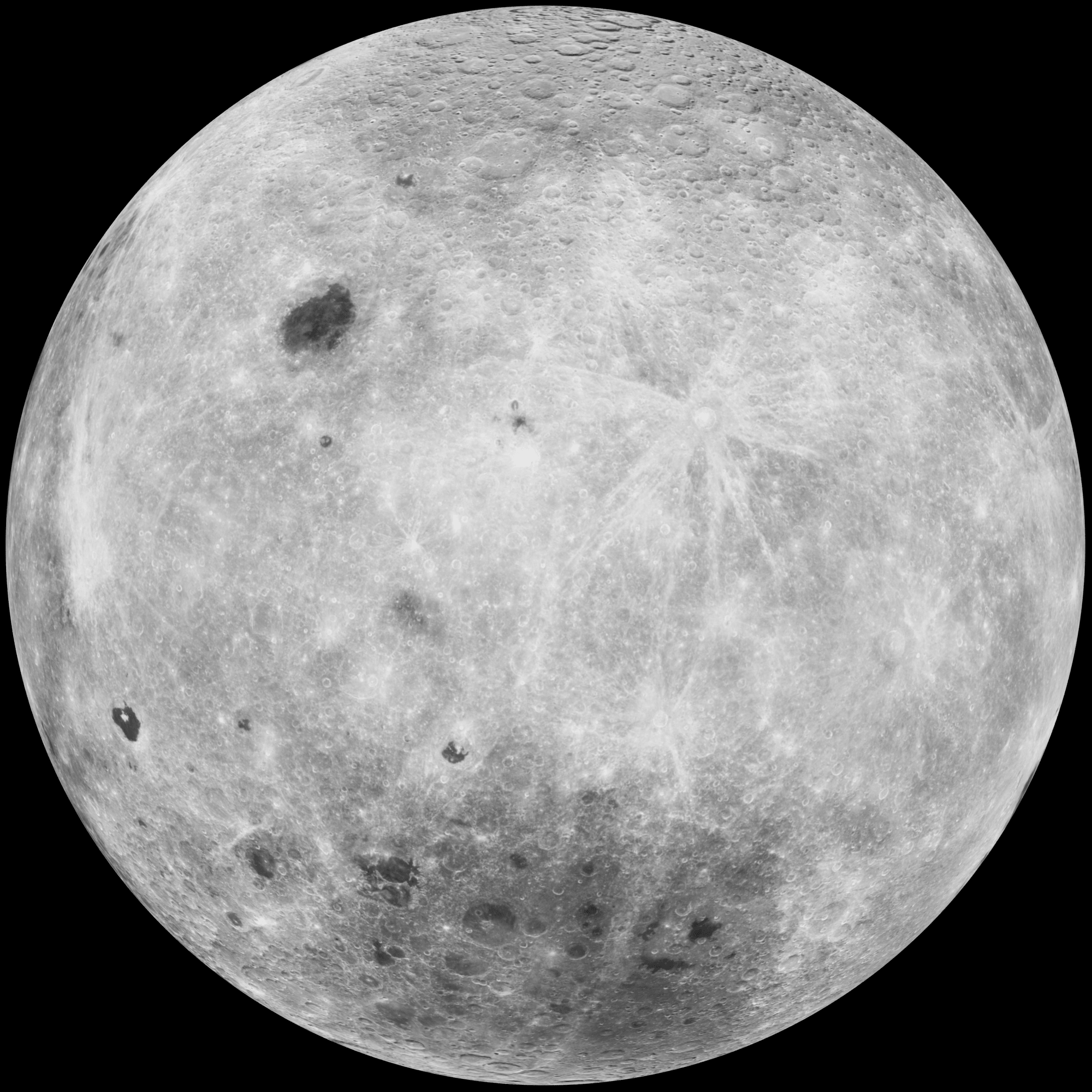
Bồn địa Nam Cực–Aitken là vùng tối hơn ở phía dưới cùng của bức ảnh này chụp mặt phía xa của Mặt Trăng.

Bồn địa Nam Cực–Aitken là vùng trũng rộng lớn nhất, sâu nhất và cổ xưa nhất từng được biết đến trên Mặt Trăng. Những độ cao thấp nhất trên Mặt Trăng (khoảng −6000 m) đều nằm trong bồn địa Nam Cực–Aitken, và những đỉnh cao nhất (khoảng +8000 m) được phát hiện tại rìa phía tây bắc của bồn địa này, đôi khi còn gọi là Vùng núi Leibnitz. Bởi vì kích cỡ khổng lồ của bồn địa, lớp vỏ ở nơi này được ước tính có độ dày thấp hơn so với những nơi khác do kết quả của một vụ va chạm khiến cho một lượng lớn vật liệu bị xới. Các bản đồ độ dày lớp vỏ được xây dựng bằng cách sử dụng dữ liệu địa hình và trường trọng lực của Mặt Trăng cho thấy độ dày khoảng 30 km bên dưới đáy của lưu vực này, so với 60–80 km xung quanh nó và mức trung bình toàn bộ Mặt Trăng là khoảng 50 km.
Thành phần của bồn địa, được ước tính từ các nhiệm vụ Galileo, Clementine, và Lunar Prospector, có vẻ khác biệt so với các vùng cao nguyên điển hình. Quan trọng hơn cả, không có mẫu đá nào thu được từ các nhiệm vụ Apollo của Mỹ và Luna của Nga, hay một số hiếm các thiên thạch từ Mặt Trăng, có thành phần tương tự. Dữ liệu từ quỹ đạo cho thấy rằng đáy của bồn địa chứa hàm lượng khá cao của các nguyên tố sắt, titani, và thori. Về phương diện khoáng vật học, nền của bồn địa rất giàu clinopyroxen và orthopyroxene hơn vùng cao nguyên xung quanh, chủ yếu là anorthosit. Một vài khả năng tồn tại cho dấu hiệu hóa học khác biệt này: một là nó có thể chỉ đơn giản là đại diện cho các vật liệu lớp vỏ thấp hơn có phần giàu sắt, titan và thori hơn lớp vỏ trên; hoặc là thành phần địa chất phản ánh sự phân bố diện rộng của các bể bazan giàu sắt, tương tự những loại đá cấu tạo nên biển Mặt Trăng; một khả năng khác là đá tại bồn địa có thể chứa một thành phần của lớp manti của Mặt Trăng nếu bồn địa đã bị xới đến hết lớp vỏ; và cuối cùng, có thể rằng một phần lớn bề mặt Mặt Trăng xung quanh bồn địa đã bị nóng chảy sau một sự kiện va chạm, và sự dị biệt hóa của tầng vật liệu nóng chảy do va chạm này có thể đã phát sinh thêm các dị thường địa hóa học. Một khả năng làm phức tạp vấn đề hơn cả đó là một tập hợp các quá trình khác nhau có thể đã đóng góp vào dấu hiệu địa hóa khác thường của bồn địa. Cuối cùng, nguồn gốc của thành phần khác thường của bồn địa không được biết một cách chắc chắn và có thể sẽ cần một nhiệm vụ thu thập mẫu trong tương lai để xác định.

## Sự hình thành

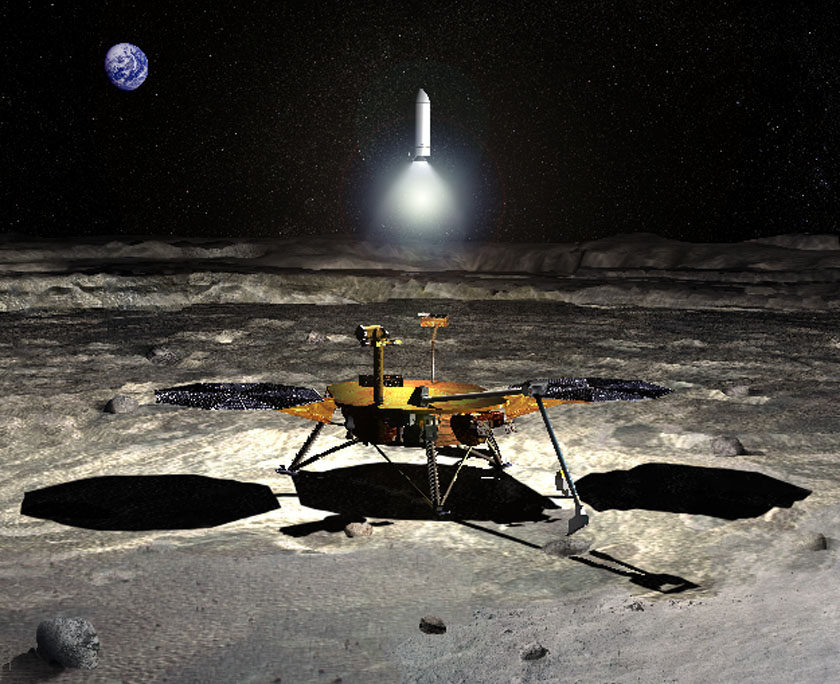
Một thiết lập khả thi của tàu vũ trụ thu thập mẫu từ bồn địa Nam Cực–Aitken. Trong ảnh, nó đang ở mặt gần của Mặt Trăng.

Các mô phỏng va chạm gần như thẳng đứng cho thấy rằng một sao băng có thể đã cần xới một lượng vật liệu manti từ các độ sâu lớn đến 200 km bên dưới bề mặt. Tuy nhiên, các quan sát tới thời điểm hiện tại không phù hợp với thành phần manti đối với bồn địa này và các bản đồ độ dày lớp vỏ có vẻ cho thấy sự tồn tại của 10 kilômet vật liệu vỏ bên dưới nền của bồn địa. Điều này chỉ ra cho một số nghiên cứu rằng bồn địa không được hình thành bởi một vụ va chạm tốc độ cao điển hình, mà thay vào đó có thể đã được hình thành bởi một va chạm tốc độ thấp với một vật thể đường kính khoảng 200 km dưới một góc thấp (khoảng 30 độ hoặc thấp hơn), và do đó không xới quá sâu vào Mặt Trăng. Bằng chứng giả định cho điều này đến từ những địa hình cao ở phía đông bắc của rìa bồn địa Nam Cực–Aitken có thể đặc trưng cho vật liệu bị tản ra từ một vụ va chạm xiên như vậy. Giả thuyết va chạm cũng có thể giải thích các dị thường từ trường trên Mặt Trăng.